# Molino Forclaz

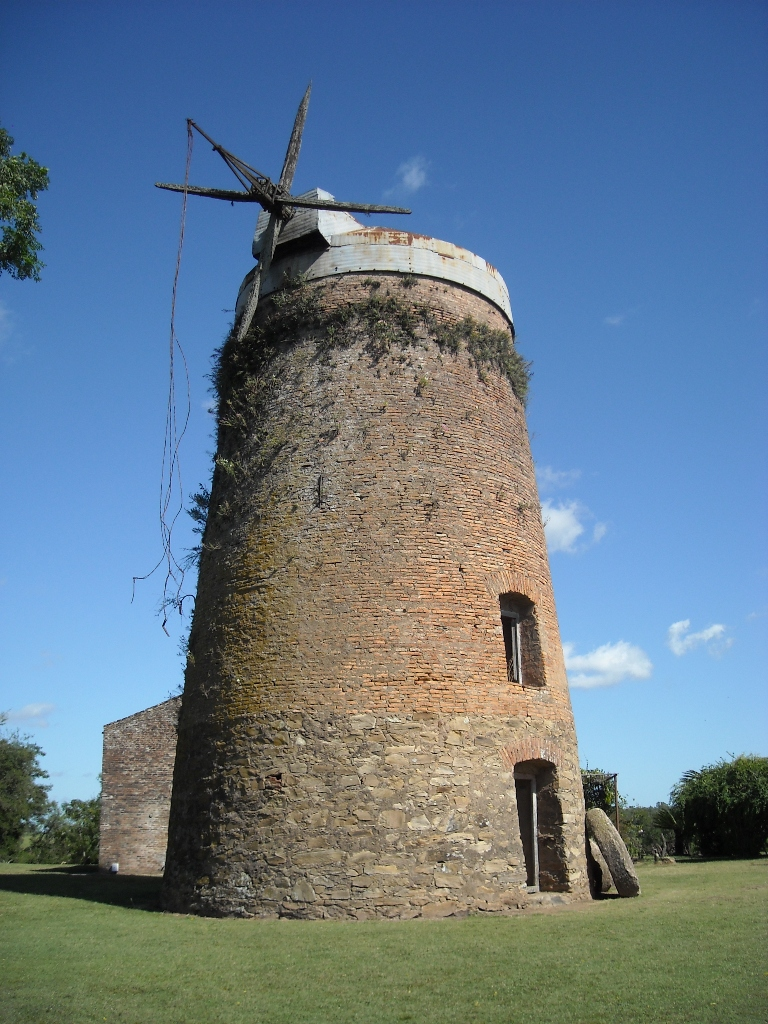
Molino Forclaz.

El Molino Forclaz es un antiguo molino a viento situado en las cercanías de la ciudad de Colón, provincia de Entre Ríos, Argentina. Lleva ese nombre ya que su constructor fue Juan Bautista Forclaz, un inmigrante de origen suizo, quien llegó a esa zona en 1859. La familia Forclaz ha sido una de las fundadoras de la Colonia San José. 
Declarado Monumento Histórico Nacional desde el año 1985 y Patrimonio Arquitectónico e Histórico de la Provincia de Entre Ríos desde el 2003. Desde el 2013 es Museo Provincial. Posee un predio de 5 hectáreas en las que está emplazado el molino a viento y la casa de la Familia Forclaz.
Es un lugar que refleja el esfuerzo, la fuerza y el sacrificio de toda una cultura que tenía al trabajo como única manera de progreso para obtener el sustento y crecimiento de la familia.

## Ubicación
El molino está ubicado a unos 200 metros del antiguo camino de ripio que une Colón con San José, en un punto prácticamente equidistante entre ambas ciudades. El lugar se emplaza a menos de 500 metros de la Casa del Primer Administrador de la Colonia San José, Alejo Peyret. Hoy, transformada en un museo y granja didáctica. 

## El Molino
Es uno de los atractivos que encierra una historia de progreso y frustración. Fue construido entre 1888 y 1890 por Juan Bautista Forclaz y constituye un símbolo del esfuerzo y tesón de los primeros colonos que habitaron la colonia San José en Entre Ríos.
Destinado a moler granos de trigo y maíz fue construido al estilo holandés. Para su funcionamiento necesitaba vientos potentes; es por esto que nunca llegó a funcionar plenamente. Su dueño tuvo que volver a utilizar el antiguo sistema de molienda a malacate.
Este molino junto a una antigua vivienda, los galpones para depósito de herramientas de labranza, el molino de malacate y la cisterna, conforman un conjunto arquitectónico representativo de lo que eran las chacras de inmigrantes de la Colonia San José.
Todas estas construcciones se encuentran agrupadas y ubicadas en la zona más alta del predio. El resto de la chacra estaba destinado a tareas de labranza de la tierra en sus diferentes opciones: huertas, plantación de frutales, pastoreo, sembradíos, entre otros.

## Construcción
El comienzo de los trabajos fue a fines del año 1888.
Los cimientos se construyeron de piedra mora, abundante en la zona, y sobre ellos se levantó la pared de forma cónica. La base tiene 8 m de diámetro y 1 m de espesor. Las paredes, hasta los 3 m de altura, están levantadas del mismo material; luego continúa con ladrillos hasta alcanzar los 12 m.
Las cuatro aspas se ubicaban en la parte superior, en una cúpula de chapa de zinc que giraba para orientarse a la dirección del viento. Las aspas tenían 6 m de largo y estaban construidas en forma similar a una escalera de 1 m de ancho, a la cual se le colocó una lona fina.
En 1890 se le instaló la maquinaria en su interior y se finalizó la obra. El costo total de la obra fue de 6.000 pesos fuertes.

## El problema del viento
El cálculo que Forclaz no tuvo en consideración fue que para que el aparato funcionara era necesario contar con vientos potentes capaces de mover las aspas, pero los vientos de la región no lo eran, es así que el molino casi no fue utilizado y Juan Bautista tuvo que seguir moliendo con el molino a malacate ―movido por mulas― instalado en las adyacencias.
Esta fue solo una de las razones, siendo la más importante la no inclinación de las aspas, por lo cual el viento chocaba contra las mismas pero al no poder pasar a través de las mismas el movimiento era casi nulo.

## Monumento Nacional
El molino fue declarado Monumento Histórico Nacional el 26 de noviembre de 1985, por resolución 3066. En 1996 se entregó un subsidio de 380.000 pesos para su restauración.

## Historia Institucional
- El 15/08/1979 el Supremo Gobierno de la Provincia de Entre Ríos, por decreto N.º 2792/79 Matrícula 108412 compra a descendientes y herederos de la familia Forclaz una parcela de 5 (cinco) hectáreas, por un monto de $20.000.000 pesos (Ley 18188).
- El 26/11/1985 por Ley nacional 12665, según resolución 3066/85 la Comisión Nacional de Museos y Monumentos Históricos lo declara “Monumento Histórico Nacional Molino Forclaz”
- El 13/08/1987 por resolución N.º 086 de la DRJ se le otorga a la Asociación Amigos del Molino Forclaz la Personería Jurídica, la cual es mantenida hasta la fecha.
- El 02/12/2003 según decreto 6676 el Ministerio de Gobierno y Justicia del Gobierno de Entre Ríos es declarado “Patrimonio Histórico Cultural de la Provincia”.
- En el año 2008, en el marco de un crecimiento turístico en la zona, la Asociación Amigos en conjunto con los municipios de Colón y San José, tomaron la decisión de poner en valor el lugar, mejorar su aspecto, para que sea visitado por los turistas. Pasando de 1630 visitantes en 2008 a 30200 en el año 2014.
- El 02/07/2011 con motivo de la conmemoración de un nuevo aniversario de la Colonia San José se comienzan, con el Subsecretario de Cultura de la provincia, las gestiones para la declaración de Museo.
- El 29/08/2013 según decreto N.º 2941 del Ministerio de Cultura y Comunicación, se lo declara “Museo Provincial Molino Forclaz”. Hoy el monumento tomó el valor de una pieza de museo y es un organismo del Gobierno Provincial.

## La Colonia San José, un poco de historia
La colonia San José fue la primera colonia agrícola de la Provincia de Entre Ríos. En 1857 llega el primer grupo de inmigrantes que provenían en su mayoría de Suiza. Un año antes otro contingente suizo había llegado a Esperanza, Santa Fe y precediendo a las anteriores, diez familias suizas dieron origen a la colonia de Baradero en la provincia de Buenos Aires.
Además de familias suizas, arribaron a San José saboyanos y piamonteses. Eran tiempos de la Confederación Argentina con su capital funcionando en Paraná.
Urquiza asumió organizar por su cuenta la instalación de la nueva colonia. Entre 1859 y 1860 llegan más inmigrantes europeos, entre ellos la familia Forclaz.
Ya hacía dos años que habían llegado los pioneros a tierras entrerrianas, por lo que se empezaban a ver las primeras cosechas, los primeros granos. En este sentido, los Forclaz deciden ejercer su oficio y trabajar la molienda. Construyen un molino a malacate, tirado por mulas. Con esta máquina cubrían bien las necesidades de molienda de la época, pero la colonia siguió creciendo y hasta 1862 estuvieron llegando inmigrantes y por ende fue aumentando la cantidad de pobladores de la Colonia, en consecuencia creció la cantidad de granos. Esto produjo que la Familia Forclaz decida construir un molino más productivo. Uno de los hijos de la familia, Juan, propone la construcción de un molino a viento, copia fiel y exacta de los molinos que ellos conocían de Europa, de estilo Holandés. Éstas máquinas se habían propagado por todo el continente europeo, con un auge muy importante puesto que eran máquinas muy productivas y de buen rendimiento. Entre los años 1888 y 1890, se construye el molino a viento. Mucha gente de la zona, vecinos, familiares ayudaron a Juan en la construcción.

## Referencias

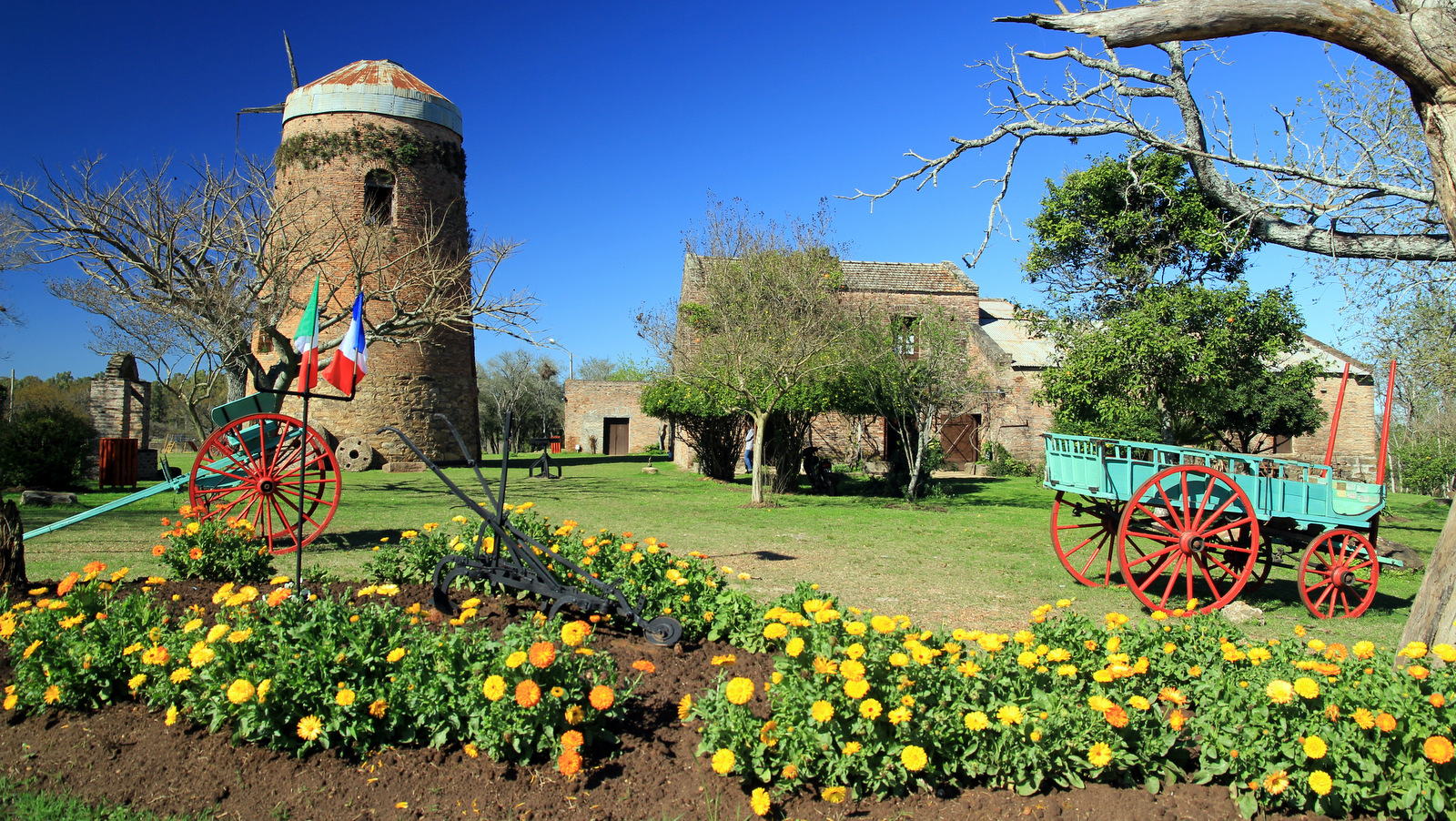